# Agostina Belliová
Agostina Belliová (* 13. dubna 1949 Milán) je italská herečka, vlastním jménem Agostina Maria Magnoniová.
Původně pracovala pro obchodní řetězec Rinascente, v roce 1968 ji Carlo Lizzani obsadil do menší role ve filmu Banditi v Miláně. V sedmdesátých letech patřila k nejpopulárnějším hereckým představitelkám žánrů musicarello a thriller. Umělecky náročnějšími rolemi byly Rosalia ve filmu Liny Wertmüllerové Kovodělník Mimi, uražený ve své cti a Sara ve filmu Dina Risiho Vůně ženy. Ve francouzské kinematografii se objevila ve filmech Hra s ohněm (režie Alain Robbe-Grillet) a Velký podvodník (režie Claude Pinoteau). Za herecký výkon ve snímku Bílé telefony jí byla udělena cena Donatellův David za rok 1976. V psychologickém dramatu Fialový taxík, které natočil v roce 1977 Yves Boisset podle románu Michela Déona, byli jejími partnery Peter Ustinov a Fred Astaire. Objevila se také jako modelka v časopise Playboy.
Jejím manželem byl norský herec Fred Robsahm, švagr Uga Tognazziho.